# Tisza
Tisza (på tysk Theiß) er en af Centraleuropas store floder og en af Donaus større bifloder fra venstre. Den har sit udspring i Ukraine med Hvide Tisza i Khornohora og Sorte Tisza i Gorganijbjergene. Den  løber på en strækning langs grænsen til Rumænien og gennem Ungarn, hvor den  næsten løber langs grænsen til Slovakiet. Den munder ud i  Donau i Vojvodina i Serbien. Den danner grænse mellem regionerne Bačka og Banat. Tisza har et afvandingsareal på cirka 157.183 km². Floden er for en stor del sejlbar.

## Navn
Navnet på floden i de forskellige lande den løber igennem er: 
- Rumænsk: Tisa
- Ukrainsk: Тиса (Tysa)
- Slovakisk: Tisa
- Ungarsk: Tisza
- Serbisk: Тиса (Tisa)

I antikken blev den kaldt Tisia og de latinske navne på den var Tissus, Tisia, Pathissus (Plinius den Ældre, Naturalis Historia, 4.25). På tysk hedder den Theiß.

## Regulering
Tisza var i Ungarn oprindelig  1.419 km. Den slyngede sig over Den store ungarske slette, som er en af de største sletter i Centraleuropa. Sådanne sletter kan føre  til store oversvømmelser. 
Efter flere mindre forsøg, organiserede István Széchenyi «kontrollen af Tisza» (ungarsk a Tisza szabályozása), en regulering  som påbegyndtes 27. august 1846 og var færdig i 1880. Den nye længde i Ungarn blev derefter 966 km, med 589 km «døde kanaler» og 136 km nye flodlejer. 

## Tiszasøen
I 1970'erne startede opførelsen af Kisköre-reservoiret for at kontrollere oversvømmelser og lagre vand til tørre perioder af året. Resultatet, Tiszasøen, blev en af de mest populære turistdestinationer i Ungarn.

## Bifloder
- Mureș (i Szeged)
  - Arieș (nær Gura Arieșului)
  - Târnava (nær Teiuș)
    - Târnava Mare (i Blaj)
    - Târnava Mică (i Blaj)
- Körös (nær Csongrád)
  - Crișul Repede (nær Gyoma)
    - Barcău (i Szeghalom)

  - Crișul Alb (nær Gyula)
  - Crișul Negru (nær Gyula)
- Zagyva (i Szolnok)
- Sajó (i Tiszaújváros)
  - Hornád (nær Miskolc)
- Bodrog (i Tokaj)
  - Ondava (nær Cejkov)
  - Latorica (nær Cejkov)
    - Laborec (nær Oborin)
      - Uzh (nær Pavlovce nad Uhom)
      - Cirocha (i Humenné)

    - Stara
    - Vicha
    - Kerepets
- Crasna (i Vásárosnamény)
- Someș (nær Vásárosnamény)
  - Someșul Mic (i Dej)
    - Someșul Cald (i Gilău)
    - Someșul Rece (i Gilău)

  - Someșul Mare (i Dej)
    - Şieu (i Beclean)
      - Bistriţa (nær Bistriţa)

  - Săpânţa
  - Sarasău
  - Iza
    - Mara

  - Vișeu
- Begej (nær Titel)
- Čik (nær Bačko Petrovo Selo)
- Jegrička (nær Žabalj)